# Apollo-Theater (Lübeck)

Die Mühlenstraße 1900; hell hervorgehoben das Haus Nr. 46

Das Apollo-Theater war ein frühes Lübecker Kino.

## Elite-Kino

Eröffnungsanzeige für das Elite-Kino, 5. Mai 1910

Der Hamburger Gastronom Heinrich Wullenweber hatte 1903 ein Restaurant in der Mühlenstraße 46 erworben, zu dem auch ein etwa 30 Meter langer und 7 Meter breiter Veranstaltungssaal gehörte. Wullenweber ließ hier Varietéprogramme aufführen, und auch Vorstellungen von Wanderkinounternehmen wurden gezeigt.
Im Frühjahr 1910 beantragte Wullenweber beim Lübecker Polizeiamt, den Saal zum Lichtspieltheater umbauen zu dürfen und erhielt die entsprechende Genehmigung. Am 5. Mai wurde das Elite-Kino eröffnet, um schon nach wenigen Tagen wieder zu schließen. Am 10. Mai verpachtete Wullenweber das Kino an den Berliner Hermann Brehmer, und am 15. Mai ging es erneut in Betrieb.

## Apollo-Theater

Eröffnungsanzeige für das Apollo-Theater, 12. Oktober 1910

Nach der Sommerpause, in der die frühen Lübecker Kinos meist geschlossen hatten, änderte Wullenweber den Namen des Kinos. Die Neueröffnung zur Herbst-Wintersaison fand unter dem Namen Apollo-Theater statt.
Im Mai 1911 verkaufte Wullenweber das Restaurant und zog aus Lübeck fort. Das Apollo-Theater wurde vom neuen Eigentümer nicht weitergeführt.